# Zelen Breg
Zelen Breg – wieś w Słowenii, w gminie Ravne na Koroškem. W 2018 roku liczyła 164 mieszkańców.